# Ha-Arec
Ha-Arec (hebr. ‏הארץ‎, dosł. „kraj” (Izraela); ang. Haaretz) – założony w 1919 roku najstarszy dziennik poranny w języku hebrajskim, wydawany w Izraelu. Publikowany jest w dwu językach: hebrajskim i angielskim.
Porównując z innymi dziennikami takimi jak „Ma’ariw” i „Jedi’ot Acharonot”, „Ha-Arec” ma mniej fotografii, teksty zaś są bardziej analityczne. Poza wiadomościami publikowane są również artykuły na tematy społeczne, recenzje książek, reportaże i komentarze polityczne. Około 65 tys. czytelników regularnie kupuje hebrajskie wydanie. Anglojęzyczna wersja sprzedawana jest w Ameryce Północnej. Wszystkie artykuły są równolegle publikowane w Internecie.
Podczas odbywającej się w październiku 2007 konferencji CAMERA (Komitet dla Rzetelności Informacji z Bliskiego Wschodu w Ameryce) jej przewodnicząca Andrea Levin powiedziała: „Żadna inna gazeta wydawana w Izraelu nie może się pochwalić równie wielkim międzynarodowym uznaniem, ponieważ «Ha-Arec» reprezentuje najwyższy poziom i ma wprost zdumiewające internetowe wydanie w języku angielskim. Jest czytana przez miliony na całym świecie”.

## Historia
„Ha-Arec” został wydany po raz pierwszy w 1918 i był gazetą sponsorowaną przez mandatowe władze brytyjskie w Palestynie. Początkowo gazeta miała ukazywać się jako dziennik, pod tytułem Eretz Israel, jednak brytyjski gubernator nie zgodził się na taki tytuł. Pierwszy numer ukazał się 4 kwietnia 1918 roku pod tytułem The Palestine News. Wydany został w trzech językach: angielskim, hebrajskim i arabskim.
W 1919 został przejęty przez rosyjskich syjonistów. Początkowo ukazywał się pod tytułem „Chadaszot ha-Arec” („Wiadomości z kraju”). Część poświęcona literaturze przyciągała wielu wiodących pisarzy języka hebrajskiego. Od 18 czerwca 1919 tytuł został zmieniony na Haaretz News.
Redakcja w 1923 została przeniesiona z Jerozolimy do Tel Awiwu w czasie, gdy redaktorem naczelnym był Mosze Gluecksohn (pełniący tę funkcję w latach 1922–1937). Salman Schocken, zamożny działacz syjonistyczny z Niemiec, kupił gazetę w 1937. Jego syn Gerszom Szoken został naczelnym redaktorem i pozostał na tym stanowisku do 1990.

## Publicyści

### Obecni
- Ruth Almog – literatura, publicystyka
- Noam Ben Ze’ew – krytyka muzyczna
- Aluf Benn – korespondent, sprawy dyplomatyczne
- Meron Benvenisti – dziennikarz polityczny
- Bradley Burston – dziennikarz polityczny[9]
- Akiwa Eldar – analiza spraw dyplomatycznych[10]
- Lily Galili
- Awirama Golan
- Micha’el Handelzalts – krytyka teatralna
- Amos Harel – korespondent wojenny
- Amira Hass – sprawy palestyńskie, korespondent z Ramallah
- Awi Issacharoff – korespondent wojenny
- Sayed Kashua – dział satyryczny, autor
- Jicchak La’or – publicysta
- Gidon Lewi – sprawy palestyńskie
- Tami Litani
- Jo’el Marcus – komentarze polityczne, publicysta[11]
- Josi Melman – wywiad
- Danijjel Ben Simon
- Amir Oren – sprawy wojskowości
- Ran Reznick – dział zdrowia[12]
- Tsafrir Rinat – sprawy ochrony środowiska
- Daniel Rogow – kulinaria
- Doron Rosenblum – dział satyryczny, publicysta
- Szemu’el Rosner – główny korespondent z USA
- Danny Rubinstein – analiza spraw arabskich
- Josi Sarid – emerytowany polityk, publicysta
- Tom Segew – historyk, komentarze polityczne
- Rut Sinaj – problemy humanitarne i społeczne
- Ari Szawit – dział polityczny
- Ja’ir Szeleg – dział spraw żydowskich
- Nehemia Sztrasler – dział ekonomiczny, publicysta
- Ze’ew Sternhell – komentarze polityczne
- Josi Verter – reporter polityczny
- Ester Zandberg – architektura
- Benny Ziffer – literatura, publicysta
- Uri Klein – krytyka filmowa[12]
- Doram Gaunt – kulinaria

### Dawni
- Natan Alterman
- Joram Bronowski – krytyka literacka i telewizyjna
- Amos Elon – korespondent, redaktor, pisarz
- Ze’ew Schiff – analizy spraw obronności i wojskowości
- Arie Caspi[13]
- Gideon Samet – komentator polityczny

## Wydanie internetowe
Wydanie internetowe obejmuje zarówno oryginalną wersję hebrajską, jak i angielskiej tłumaczenie. Prezydent Izraela Szimon Peres prowadził swojego bloga na stronach gazety. Osobną stronę prowadzi również Shmuel Rosner, naczelny korespondent z USA, który prowadzi działy „Czynnik izraelski” oraz „Gość Rosnera”.

## Dodatki
W ciągu tygodnia „Ha-Arec” ukazuje się z kilkoma różnymi dodatkami zawierającymi artykuły, komentarze, program radiowy i telewizyjny oraz łamigłówki Sudoku. Inne dodatki zawierają:
- W tygodniu
  - Wiadomości (wraz z politycznymi komentarzami)
  - Galeria (Kultura i rozrywka, program radiowy i telewizyjny)
  - TheMarker (dodatek biznesowy)

- Niedziela – Sport (poszerzony)
- Środa – Literatura
- Piątek
  - Wiadomości (poszerzone)
  - „Musaf Haaretz” (magazyn weekendowy)
  - Literatura
  - Nieruchomości
  - Wiadomości lokalne